# Ladji Doucouré
Pour les articles homonymes, voir Doucouré.
Ladji Doucouré, né le 28 mars 1983 à Juvisy-sur-Orge, est un athlète français spécialiste du 110 mètres haies.
En 2005, à Helsinki, il devient le deuxième athlète masculin français, après Stéphane Diagana, à remporter un titre de champion du monde individuel en s'imposant en finale du 110 m haies. Lors de ces mêmes Championnats du monde, il remporte une deuxième médaille d'or à l'arrivée du relais 4 × 100 mètres aux côtés de Ronald Pognon, Eddy De Lépine et Lueyi Dovy, une première pour l'athlétisme français. Il s'illustre par ailleurs sur 60 mètres haies en devenant champion d'Europe en salle en 2005 et 2009.

## Biographie

### Jeunesse
De père malien et de mère sénégalaise, Ladji Doucouré est un enfant originaire de Viry-Châtillon, en Essonne. Très tôt passionné de football, il joue au club de Morsang-sur-Orge, et fait en parallèle de l'athlétisme afin de travailler sa condition physique. Une fracture du tibia sur un tacle appuyé fait toutefois pencher la balance vers l'athlétisme. Il devient licencié au club Vense (Viry Évry Nord Sud Essonne), et s'essaye au décathlon puis se spécialise sur le 110 m haies. 

### Éclosion d'un talent
Ladji Doucouré remporte de 1999 à 2000 plusieurs titres de Champion de France en catégorie cadet sur 100 mètres et dans les épreuves combinées, et détient plusieurs records de France cadet (60 m, 110 m haies, 200 m). En 2000, alors qu'il n'est encore que cadet, Ladji Doucouré se distingue lors des Championnats du monde junior de Santiago du Chili en remportant la médaille de bronze du 110 m haies et la médaille d'argent du relais 4 × 100 m avec Ronald Pognon, Fabrice Calligny et Leslie Djhone. La même année, il devient champion de France junior et détenteur du record national junior du 110 m haies. En 2001, Doucouré remporte le titre européen junior du 4 × 100 m et du Décathlon, devenant à l'occasion le nouveau recordman de France de la discipline avec 7 794 points. Il décide à partir de 2002 de se concentrer sur le 110 m haies. En 2003, il s'adjuge le titre de Champion d'Europe espoir de la discipline et remporte la Coupe d'Europe des nations à Florence.

### 2004: premiers JO et révélation internationale
En 2004, lors de ses premiers Jeux olympiques à Athènes, il devient au fur et à mesure des tours un des grands favoris de la finale, battant par deux fois le record de France précédemment détenu par Stéphane Caristan depuis 1986, et ce d'autant plus que le favori américain Allen Johnson ne passe pas le 2e tour après avoir heurté une haie. Lors de la finale, Ladji heurte la dernière haie en tentant de revenir sur le chinois Liu Xiang alors qu'il était pratiquement assuré de la médaille d'argent et termine dernier de la finale.

### 2005: double consécration mondiale
Durant la saison hivernale 2005, il améliore le record d'Europe du 50 mètres haies en salle dans le temps de 6 s 36, à Liévin, le 26 février -record qu'il détient d'ailleurs toujours en 2018- et il décroche son premier succès international en catégorie senior lors des Championnats d'Europe en salle disputés début mars à Madrid. Il s'impose sur 60 m haies en 7 s 50, devant l'Espagnol Felipe Vivancos et le Suédois Robert Kronberg.
En juillet 2005, Ladji Doucouré remporte son deuxième titre national d'affilée à l'occasion des Championnats de France d'Angers. Auteur de 12 s 97 en finale (+1,0 m/s), il établit un nouveau record de France et signe la meilleure performance mondiale de l'année sur la distance. Il devient en outre le premier athlète français à descendre sous les 13 secondes au 110 m haies. Ce record de France tiendra 9 ans avant que Pascal Martinot-Lagarde ne l'améliore le 18 juillet 2014 au Meeting Herculis de Monaco en 12 s 95 (+0,2 m/s).
Figurant parmi les prétendants au podium des Championnats du monde d'Helsinki, Doucouré remporte la finale du 110 mètres haies, le 12 août 2005, avec le temps de 13 s 07, devançant sur le fil le champion olympique sortant Liu Xiang, deuxième en 13 s 08, et le quadruple champion du monde américain Allen Johnson, médaillé de bronze en 13 s 10. Il devient ainsi le premier champion du monde français de la discipline, et le deuxième athlète français titré en individuel, huit ans après le sacre de Stéphane Diagana sur 400 m haies. Le lendemain, il remporte un nouveau titre de champion du monde dans l'épreuve du relais 4 × 100 m, associé à ses coéquipiers de l'équipe de France Ronald Pognon, Eddy De Lépine et Lueyi Dovy. Pour la première fois dans l'histoire du relais masculin, la France est sacrée championne du monde dans cette discipline.

### 2006-2011: des années émaillées de blessures, de frustration et de succès épars

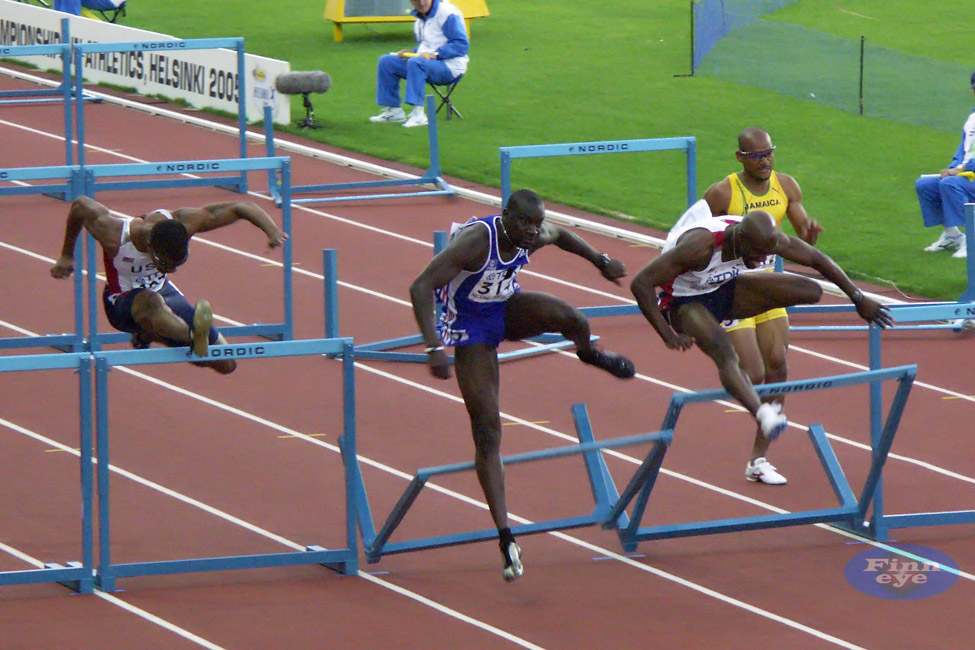
Finale du 110 m haies des Championnats du monde d'athlétisme d'Helsinki en 2005

Il s'entraîne à l'INSEP avec le groupe d'entraînement de Renaud Longuèvre. Muriel Hurtis rejoint le groupe en mars 2009.
Alors qu'il est le tenant du titre de champion du monde du 110 mètres haies, depuis les Championnats d'Helsinki, Doucouré est éliminé en demi-finale, pour un centième de seconde, le 30 août 2007 à Osaka.
Aux Jeux olympiques d'été de 2008 à Pékin, il se classe 4e de la finale du 110 m haies dans le temps de 13 s 24.
En mars 2009, il remporte la médaille d'or des Championnats d'Europe en salle 2009 à Turin en 7 s 55. À la suite de ce succès, il portait des ambitions légitimes pour les Mondiaux 2009 de Berlin. Cependant, en raison d'une lésion aux adducteurs, il doit déclarer forfait deux semaines avant le début de la compétition. Il était déjà forfait lors des championnats de France à Angers en raison d'une douleur lombaire et sciatique.
Ladji Doucouré prend part aux Championnats du monde en salle 2010 à Doha en espérant lancer sa saison avec une belle performance et plus généralement relancer sa carrière sportive après des pépins physiques à répétition. Malheureusement, il rate son départ et se blesse aux ischio-jambiers gauches en voulant accélérer lors des séries du 60 m haies. Il ne finira pas la course.
Il participe aux Championnats d'Europe 2010 fin juillet et se qualifie pour les demi-finales avec un temps de 13 s 82 mais échoue à ce stade en terminant 6e de sa demi dans un chrono de 13 s 80. Deux jeunes hurdlers Français se qualifieront pour la finale. Il s'agit de Dimitri Bascou (4e de la finale) et du futur médaillé d'argent Garfield Darien qui concourraient dans l'autre demi-finale. Doucouré ne participera pas au relais 4 × 100 mètres.
En septembre 2010, il annonce sa collaboration avec Jacques Piasenta en parallèle de Renaud Longuèvre qui reste l'entraîneur du hurdleur. Il supervisera la partie technique. Doucouré annonce fin octobre qu'il compte se faire retirer une excroissance osseuse à Bruges par le professeur Peter D. Hooghe, spécialiste de renommée mondiale de la hanche. Inapte pendant trois mois, il rate les championnats d'Europe en salle de Bercy en mars 2011. 
En juillet 2011, il termine 6e du meeting de Sotteville-lès-Rouen en 13 s 73 puis, le 5 juillet, après s'être blessé à l'entraînement (blessure aux ischio-jambiers), il annonce qu'il met un terme à sa saison 2011.

### 2012: retour et ambitions
Lors des championnats de France en salle 2012, il termine 3e en finale du 60 mètres haies (7 s 71) devancé par Pascal Martinot-Lagarde (7 s 54) et Cédric Lavanne (7 s 64).
En avril 2012, Ladji Doucouré réussit les minima pour les Jeux olympiques en établissant le temps de 13 s 37 (+1,5 m/s) lors de la Tom Jones Memorial Classic de Gainesville, en Floride. Il se classe cinquième de la course derrière David Oliver, Ryan Brathwaite, Joel Brown et David Payne, et établit son meilleur temps sur 110 m haies depuis la saison 2008.
En 2014, Ladji Doucouré fait un appel aux dons sur les réseaux sociaux pour pouvoir préparer ses prochaines saisons jusqu'en 2016, à la suite des départs de ses sponsors. Sa première sortie sur les haies, se déroulant à Baie-Mahaut, est de bonne qualité, où il finit à la 3e place en 13 s 79. Le 5 juin, Ladji Doucouré remporte le 110 m haies du meeting National de Bonneuil-sur-Marne dans un temps convaincant de 13 s 60.
Après de nouveaux problèmes physiques, Ladji Doucouré annonce qu'il mettra fin à sa carrière après les Championnats de France en salle, mi-février 2017. Un bel hommage lui est rendu le 8 février lors du meeting de Paris où il est toutefois éliminé en séries avec un temps de 8 s 25. Il réussit toutefois à courir avec les athlètes du triathlon et réussit 8 s 06. Il améliore son temps de la saison à Eaubonne en 7 s 92, espérant faire partie des 16 qualifiés pour les Championnats de France.

### Retraite (depuis 2017)
Il met fin à sa carrière le 19 février après une élimination en séries des Championnats de France (8 s 10). Un grand hommage lui a été rendu par le public et les athlètes de l'équipe de France.
Ladji Doucouré fait partie du collectif des Champions de la Paix de Peace and Sport. Ce club de plus de cent sportifs de haut niveau engagés personnellement en faveur du mouvement de la paix par le sport constitue. un des piliers fondamental de Peace and Sport. Il devient Champion de la Paix pour promouvoir les valeurs du sport auprès de la jeunesse et partager son expérience afin que ces jeunes obtiennent des repères essentiels pour envisager sereinement leur vie future. Il participe à la Caravane de la Paix , qui a sillonné le Sénégal du 16 au 19 novembre 2017 à la rencontre d’enfants, de familles et d’associations afin de véhiculer les valeurs de solidarité à travers le sport, d’inspirer la jeunesse et d’apporter un soutien matériel dans les zones touchées par la précarité. Il a ainsi organisé une compétition d’athlétisme pour les enfants d’un village isolé.
À l'automne 2019, il participe à la dixième saison de l'émission Danse avec les stars sur TF1, aux côtés de la danseuse Inès Vandamme, et termine deuxième de la compétition.
En 2020, il participe à Fort Boyard sur France 2.
En 2022, il joue un second rôle dans le film Jumeaux mais pas trop avec Ahmed Sylla et Bertrand Usclat. 
En 2024, il est le nouveau professeur de sport de la saison 12 de Star Academy sur TF1.

## Vie privée
D'octobre 2007 à juillet 2009, Ladji Doucouré entretient une relation avec Rachel Legrain-Trapani, Miss France 2007. 
Il est fan de football et en particulier du Paris-Saint-Germain. Son cousin Abdoulaye Doucouré joue quant à lui à Everton FC.

## Palmarès

### International
| Date | Compétition                    | Lieu              | Résultat | Épreuve     | Temps     |
| ---- | ------------------------------ | ----------------- | -------- | ----------- | --------- |
| 1999 | Championnats du monde jeunesse | Bydgoszcz         | 1er      | 110 m haies | 13 s 26   |
| 2000 | Championnats du monde juniors  | Santiago du Chili | 3e       | 110 m haies | 13 s 84   |
| 2000 | Championnats du monde juniors  | Santiago du Chili | 2e       | 4 × 100 m   | 39 s 33   |
| 2001 | Championnats d'Europe juniors  | Grosseto          | 1er      | Decathlon   | 7.747 pts |
| 2003 | Championnats du monde en salle | Birmingham        | 4e       | 60 m haies  | 7 s 58    |
| 2003 | Championnats d'Europe espoirs  | Bydgoszcz         | 1er      | 110 m haies | 13 s 25   |
| 2003 | Championnats du monde          | Paris             | SF       | 110 m haies | 13 s 54   |
| 2004 | Jeux olympiques                | Athènes           | 8e       | 110 m haies | 13 s 76   |
| 2005 | Championnats d'Europe en salle | Madrid            | 1er      | 60 m haies  | 7 s 50    |
| 2005 | Championnats du monde          | Helsinki          | 1er      | 110 m haies | 13 s 07   |
| 2005 | Championnats du monde          | Helsinki          | 1er      | 4 × 100 m   | 38 s 08   |
| 2005 | DécaNation                     | Paris             | 1er      | 110 m haies | 13 s 53   |
| 2007 | Championnats du monde          | Osaka             | SF       | 110 m haies | 13 s 36   |
| 2007 | DécaNation                     | Paris             | 1er      | 110 m haies | 13 s 29   |
| 2007 | Finale mondiale                | Stuttgart         | 5e       | 110 m haies | 13 s 27   |
| 2008 | Jeux olympiques                | Pékin             | 4e       | 110 m haies | 13 s 24   |
| 2009 | Championnats d'Europe en salle | Turin             | 1er      | 60 m haies  | 7 s 55    |
| 2012 | Jeux olympiques                | Londres           | SF       | 110 m haies | 13 s 74   |
| 2013 | Jeux de la Francophonie        | Nice              | 2e       | 110 m haies | 13 s 95   |

### National
- Championnats de France d'athlétisme :
  - 110 m haies : vainqueur en 2004, 2005, 2007 et 2008, 3e en 2012 et 2013
  - 60 m haies : vainqueur en 2004, 2005, 2009 et 2010, 2e en 2014, 3e en 2012

## Records
| Épreuve     | Performance | Lieu   | Date            |
| ----------- | ----------- | ------ | --------------- |
| 50 m haies  | 6 s 36 (NR) | Liévin | 26 février 2005 |
| 60 m haies  | 7 s 42      | Liévin | 26 février 2005 |
| 110 m haies | 12 s 97     | Angers | 15 juillet 2005 |

## Distinctions
- Trophée d'athlète français de l'année 2005 (par la FFA)
- Champion des champions français en 2005 (par le quotidien L'Équipe

Le 25 novembre 2017, la ville d'Asnières-sur-Seine baptise une rue à son nom, dans le quartier Pierre-de-Coubertin.

## Publication
En 2008, il publie une autobiographie intitulée Ma onzième haie dont la préface est signée par Stéphane Diagana.